# Vincent (zespół muzyczny)
Vincent – polski zespół heavymetalowy, powstały w 1981 roku we Wrocławiu, jako Vincent Van Gogh.

## Historia
Założycielami grupy byli uczniowie wrocławskiego Liceum Plastycznego, tj. Leszek „Czekan” Czekanowski (gitara) i Tomasz „Juhas” Juchniewicz (gitara basowa, kontrabas, śpiew). Składu dopełniali: Krzysztof Staniszewski (śpiew), Tomasz Urban (skrzypce) i Roman Gralewicz (perkusja). W wyniku rotacji, później do Czekanowskiego i Juchniewicza dołączyli: Mariusz Sokołowski (śpiew) i Tomasz „Kaczor” Kaczorowski (perkusja, kontrabas, keyboard, śpiew). W latach 1982–1983 gitarzystą formacji był także Waldemar „Ace” Mleczko. Nazwa to wypadkowa fascynacji młodych muzyków twórczością Vincenta van Gogha i hard-rockiem. Do połowy lat 80. siedzibą grupy była Piwnica Świdnicka. Od początku swego istnienia zespół wykonywał muzykę heavymetalową, nawiązującą do amerykańskiego nurtu. Wziął wówczas udział w takich imprezach jak: Rockowisko '82, Open Rock – Kraków '82, Rock Block – Grodków '82, Przegląd Dolnośląskich Zespołów Rockowych – Wrocław '82 (II nagroda), VIII Ogólnopolski Przegląd Piosenki – Wrocław '82 (Nagroda dziennikarzy), czy Muzyka Młodych – Gdańsk '84. Ponadto zarejestrował swoje utwory w Polskim Radio i występował w OTV Wrocław. W lipcu 1983 roku nastąpiły zmiany personalne i odtąd skład zespołu przedstawiał się następująco: Piotr Sonnenberg (śpiew), Leszek Czekanowski (gitara), Mirosław Madej (gitara), Tomasz Juchniewicz (gitara basowa) i Krzysztof Kaczorowski (perkusja). W tejże konfiguracji (z wyjątkiem wokalistki Katarzyny Wysockiej, która w 1985 roku występowała z formacją gościnnie) w 1986 roku grupa Vincent Van Gogh wystąpiła podczas pierwszej edycji festiwalu Metalmania, niedługo potem skracając nazwę i odtąd występując jako Vincent. Wkrótce miejsce Czekanowskiego zajął gitarzysta Tomasz Turczański. Zespół szybko zyskał popularność, a stało się to dzięki jego udziałowi w audycjach lokalnej rozgłośni radiowej i dzięki licznym występom – w tym tych odbywających się na Śląsku. Powstał także teledysk do utworu Przysięga. W 1987 roku Vincent wystąpił na Festiwalu Muzyków Rockowych w Jarocinie, lecz debiutancką kasetę pt. Pierwszy Atak!, wydał dopiero w 1992 roku po zwycięstwie w koncercie Debiuty w ramach XXIX KFPP w Opolu, gdzie wystąpił w składzie: Piotr Sonnenberg (śpiew), Mirosław Madej (gitara), Waldemar „Ace” Mleczko (gitara), z nową sekcją rytmiczną, którą tworzyli: basista Mariusz Ciechowski i perkusista Valdi Rakietta. W latach 1989–1992 zespół koncertował także poza granicami kraju, tj. na Ukrainie, Białorusi i w Niemczech. W 1993 roku Mleczko i Sonnenberg, zakładają we Wrocławiu klub Rocker, gdzie obok Vincenta występują m.in. zespoły KAT i Vader. W 1994 roku ukazała się kolejna kaseta grupy pt. Samo życie Acoustic Coming (nagrana z nowym perkusistą Waldemarem Ogrodniczakiem), co zaowocowało występem w programie telewizyjnym Muzyczna Jedynka oraz pojawieniem się formacji Vincent na festiwalu sopockim. W tym okresie, jak i w nieco późniejszym przez zespół przewinęli się m.in. także: Wojciech „Conan” Maciejewski, Piotr Olech czy Norbert „Hary” Tabecki. Niemniej jednak Vincent występował coraz rzadziej, ostatnie koncerty grając w 2002 roku, po czym zawiesił działalność. W 2013 roku dochodzi do reaktywacji grupy w składzie: Piotr „Mały” Sonnenberg (śpiew), Waldemar „Ace” Mleczko (gitara), Boogie Skorvensen (gitara), Mariusz „Mario” Ciechowski (gitara basowa) i Adam „Zwierzak” Moszyński (perkusja). Pierwszy koncert po długiej przerwie miał miejsce 11 stycznia 2013 roku we wrocławskim klubie Od Zmierzchu Do Świtu. W kolejnych latach zespół nagrał albumy: Aura (2014), Infinity (2016) i Space (2021) z nowym gitarzystą Jarkiem „Jafo” Michalskim. Obecny skład od 2023 roku zespołu Vincent tworzą: Piotr Sonnenberg (śpiew), Jarek Jafo Michalski (gitary), Piotr Laskowski  Laser (gitara basowa) i Tomasz Szarzynski Szary (perkusja).

## Dyskografia[1]

### Albumy
- Pierwszy Atak! (MC, Silverton ST 14-92, 1992)
- The First Attack! (MC, Media Promotion-001, 1992)
- Samo życie Acoustic Coming (MC, TNT Music-0001, 1994)
- Aura (CD, Rocker Publishing ROC 081, 2014)
- Infinity (CD, GM Records-00, 2016)
- Space (CD, 2021)

### Inne nagrania
- Vincent Van Gogh – Demo (1986)